# Kleine faraomier
De kleine faraomier (Monomorium minimum) is een mierensoort uit de onderfamilie knoopmieren (Myrmicinae). De wetenschappelijke naam van de soort is voor het eerst geldig gepubliceerd in 1867 door Buckley.